# Juvigny-sur-Loison
Pour l’article homonyme, voir Juvigny-en-Perthois.
Juvigny-sur-Loison est une commune française située dans le département de la Meuse, en région Grand Est.

Elle fait partie de la Lorraine gaumaise.

## Géographie

### Localisation
Le village est situé au nord de la Meuse, à 10 kilomètres de Montmédy, à 12 kilomètres de Stenay, et à 15 kilomètres de Damvillers, dans une région couverte de vastes forêts.
La rivière qui y coule s'appelle le Loison (appelée dans le passé la Loison). En serpentant dans la vallée, elle forme un large boucle autour d'une légère éminence alluviale où s'est développée la localité, qui à l'abri de ses coteaux (longtemps occupés par la vigne) semble profiter d'un heureux micro-climat, dans cette région où s'affrontent les masses d'air océanique et continentale : d'où les changements de temps selon les influences de l'un ou l'autre front. Le vent d'est ou dud-est, qui amenait le beau temps, était appelé par les anciens le 'Messin' (vent de Metz).

### Hydrographie
La commune est dans le bassin versant de la Meuse au sein du bassin Rhin-Meuse. Elle est drainée par le Loison, le ruisseau de la Daridelle et le ruisseau des Onze Fontaines,.
Le Loison, d'une longueur de 53 km, prend sa source dans la commune de Loison et se jette  dans la Chiers à Chauvency-le-Château, après avoir traversé 17 communes. Les caractéristiques hydrologiques du Loison sont données par la station hydrologique située sur la commune de Han-lès-Juvigny. Le débit moyen mensuel est de 3,81 m3/s. Le débit moyen journalier maximum est de 100 m3/s, atteint lors de la crue du 27 mai 1983. Le débit instantané maximal est quant à lui de 112 m3/s, atteint le 23 janvier 1995.

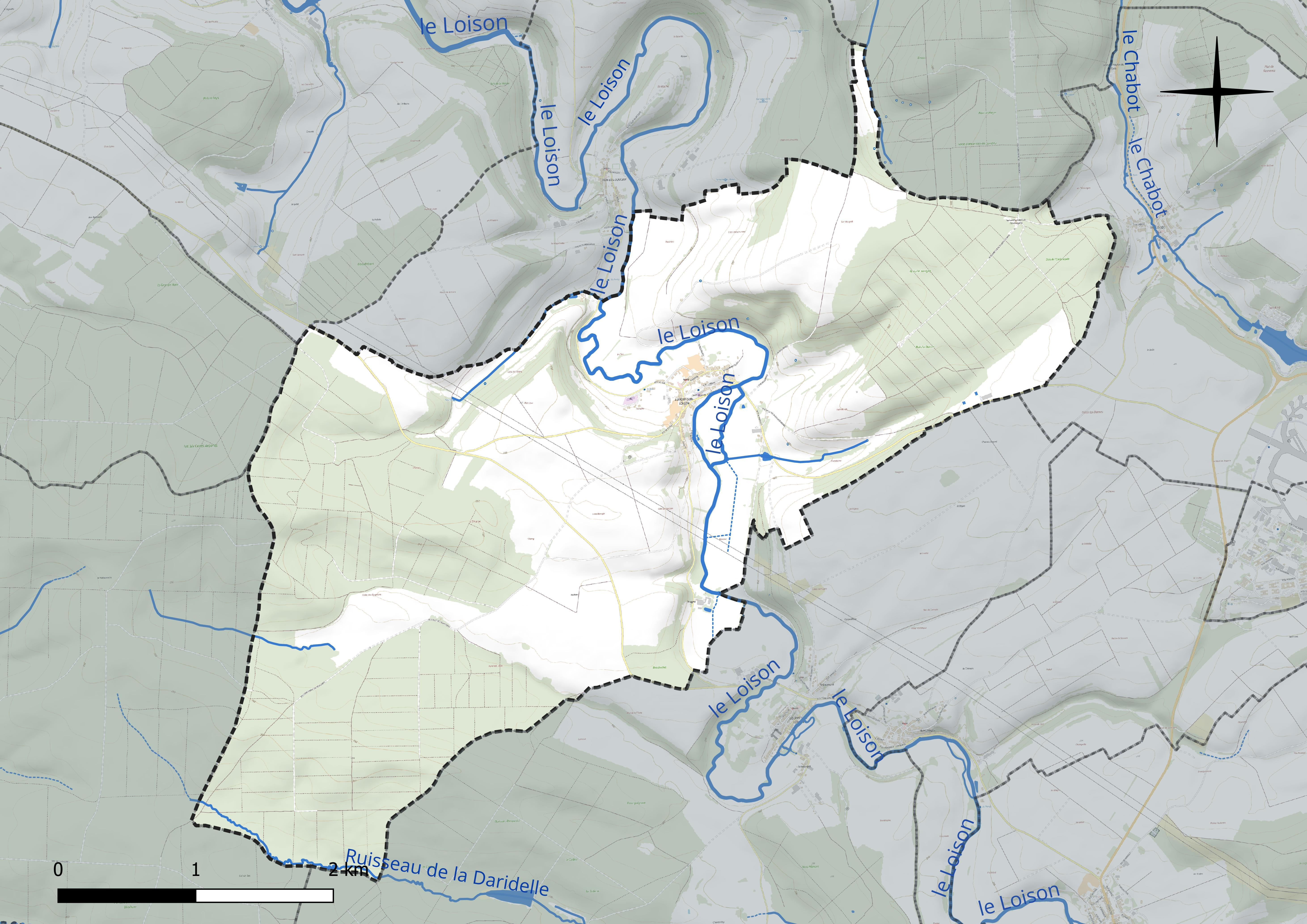
Réseau hydrographique de Juvigny-sur-Loison.

### Climat
Pour des articles plus généraux, voir Climat du Grand Est et Climat de la Meuse.
En 2010, le climat de la commune est de type climat de montagne, selon une étude du Centre national de la recherche scientifique s'appuyant sur une série de données couvrant la période 1971-2000. En 2020, Météo-France publie une typologie des climats de la France métropolitaine dans laquelle la commune est dans une zone de transition entre le climat océanique altéré et le climat océanique altéré et est dans la région climatique  Lorraine, plateau de Langres, Morvan, caractérisée par un hiver rude (1,5 °C), des vents modérés et des brouillards fréquents en automne et hiver. 
Pour la période 1971-2000, la température annuelle moyenne est de 9,3 °C, avec une amplitude thermique annuelle de 15,8 °C. Le cumul annuel moyen de précipitations est de 954 mm, avec 14,4 jours de précipitations en janvier et 9,7 jours en juillet. Pour la période 1991-2020, la température moyenne annuelle observée sur la station météorologique de Météo-France la plus proche, « Mouzay », sur la commune de Mouzay à 9 km à vol d'oiseau, est de 10,6 °C et le cumul annuel moyen de précipitations est de 789,5 mm. 
La température maximale relevée sur cette station est de 40,4 °C, atteinte le 24 juillet 2019 ; la température minimale est de −15,3 °C, atteinte le 20 décembre 2009,,. 
Les paramètres climatiques de la commune ont été estimés pour le milieu du siècle (2041-2070) selon différents scénarios d'émission de gaz à effet de serre à partir des nouvelles projections climatiques de référence DRIAS-2020. Ils sont consultables sur un site dédié publié par Météo-France en novembre 2022.

## Urbanisme

### Typologie
Au 1er janvier 2024, Juvigny-sur-Loison est catégorisée commune rurale à habitat dispersé, selon la nouvelle grille communale de densité à sept niveaux définie par l'Insee en 2022.
Elle est située hors unité urbaine et hors attraction des villes,.

### Occupation des sols
L'occupation des sols de la commune, telle qu'elle ressort de la base de données européenne d’occupation biophysique des sols Corine Land Cover (CLC), est marquée par l'importance des forêts et milieux semi-naturels (52,8 % en 2018), une proportion sensiblement équivalente à celle de 1990 (53 %). La répartition détaillée en 2018 est la suivante : 
forêts (52,8 %), terres arables (35,1 %), prairies (9,5 %), zones urbanisées (1,9 %), zones agricoles hétérogènes (0,8 %). L'évolution de l’occupation des sols de la commune et de ses infrastructures peut être observée sur les différentes représentations cartographiques du territoire : la carte de Cassini (XVIIIe siècle), la carte d'état-major (1820-1866) et les cartes ou photos aériennes de l'IGN pour la période actuelle (1950 à aujourd'hui).

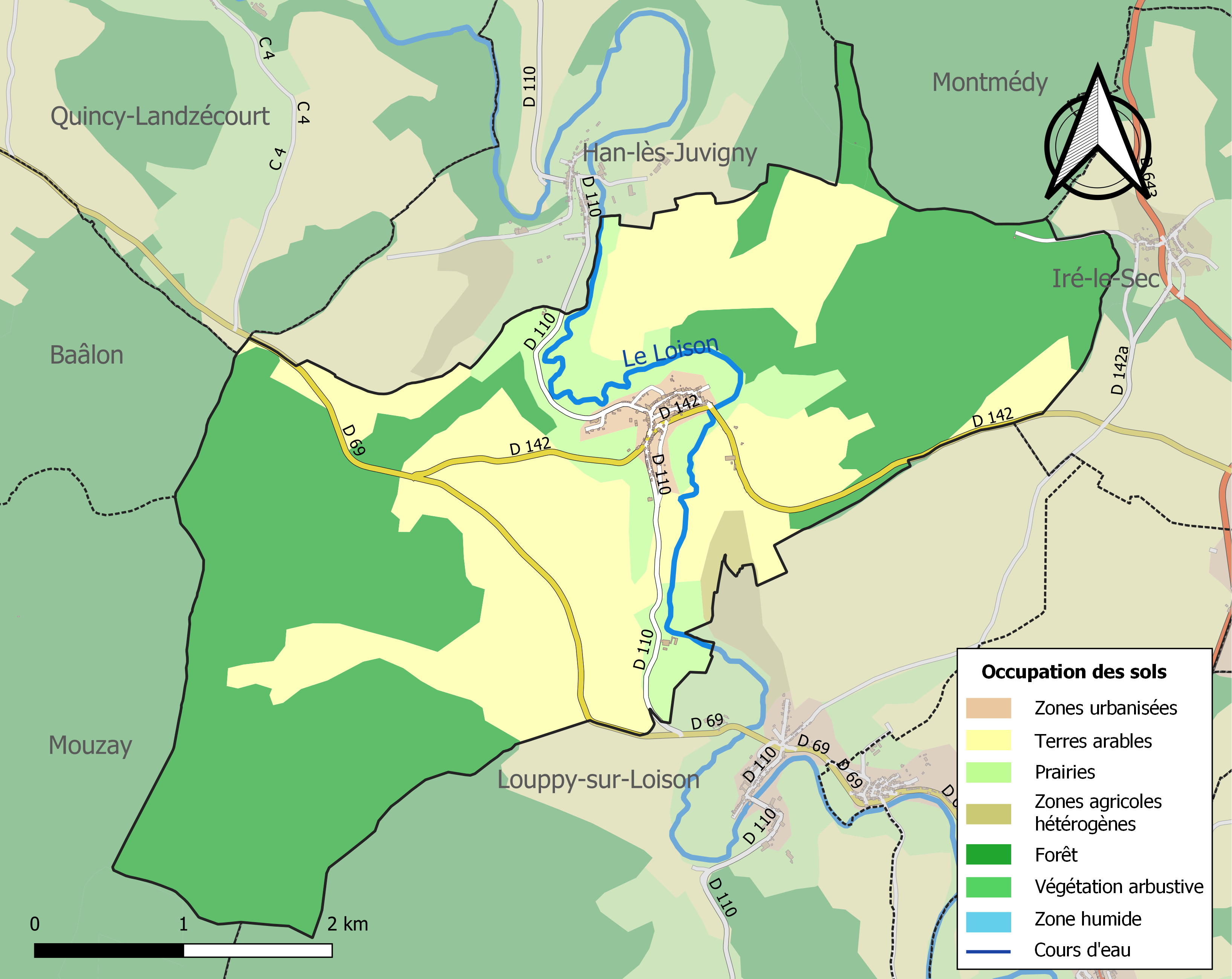
Carte des infrastructures et de l'occupation des sols de la commune en 2018 (CLC).

## Toponymie
- Graphies

Juvigny à travers les siècles s'est orthographié de différentes façons. Se rencontrent les graphies suivantes dans divers actes et documents : Guvigney (1206), Givygneio (1206), Jevigny (1252), Gevigney (1264), Gevigny (1285), Guiwini (1285), Gyvigneye (1532), Gyvigney, Juvigny (1579).
- Origine

Le nom du village viendrait de Joviniacum, dérivé du nom du propriétaire, Jovinius, qui possédait les terres, les bâtiments de ferme et la villa à cet endroit.
Sous l'Ancien Régime, le village était appelé Juvigny-les-Dames en raison d’une abbaye bénédictine fondée au IXe siècle par Richilde, femme de Charles le Chauve,.
 Au cours de la Révolution française, ce nom est changé en Juvigny-sur-Loison qui devient le nom actuel de la commune.
Le Loison est une rivière française du département de la Meuse et un affluent de la Chiers faisant donc partie du bassin versant de la Meuse.

## Histoire
- Légendes

Y ⁹aurait été fondée en 874 par la reine Richilde et son époux, Charles II le Chauve, une abbaye de femmes, où furent alors déposées les reliques de sainte Scolastique, vénérée comme étant sœur de saint Benoît de Nursie.
- Les 40 abbesses

Quarante abbesses auraient présidé, à travers les siècles, aux destinées de Juvigny-les-Dames : une tradition du couvent prétendait que la première abbesse aurait été la reine Richilde elle-même… ou Bertrande venue du monastère Sainte-Aure de Paris. 
- La fin du monastère

Cette belle abbaye fut vendue, comme bien national, lors de la Révolution française, et totalement détruite peu après par ses acquéreurs qui la dépecèrent et la transformèrent en carrière de pierres !
- Vestiges

De ce couvent de moniales, il ne subsiste plus que quelques vestiges aujourd'hui : ainsi restent l'hôpital (1629), la grande maison des Prévôts, la maison des Chapelains (1634), la brasserie, la vacherie, le moulin (avec ses niches à coquille contenant naguère les statues de la Vierge à l'Enfant, saint Benoît et sainte Scholastique), ainsi que plusieurs puits et caves, et, sur quelques mètres, intact, le mur de clôture crénelé, haut de 6 mètres, qui entourait toute l'abbaye et dont la souche, importante, existe encore sur tout le pourtour, même quand il a été considérablement détruit.
- Seigneuries

En 1285, dans son reportage poétique du Tournoi de Chauvency, le trouvère Jacques Bretel cite le seigneur de Gevigny ou Gviwini (selon les graphies des manuscrits de Mons ou d'Oxford) qui se mesure au cours d'une joute à Henri de Blâmont. Il en décrit également le blason, qu'on retrouve peint dans la neuvième miniature au recto du folio 117, ornant le récit de ces fêtes chevaleresques (voir l'armorial du Tournoi de Chauvency).
- Noblesse à décrypter !

En 1965, alors qu'il creusait une tombe au cimetière Saint-Denis, le fossoyeur de l'époque découvrit un grand pommeau d'épée doré ainsi qu'une curieuse médaille en vermeil d'un diamètre de 2,5 cm. Celle-ci, datée de 1486, représente en effigie, sur son cheval caparaçonné, un chevalier armé, brandissant sa bannière. En exergue, ses 16 quartiers de noblesse : 16 blasons différents attestant de l'ancienneté et de la qualité de ses ancêtres...  Malheureusement alors, notre fossoyeur, poivrot notoire, vendit le pommeau de l'épée pour trinquer !
- Le culte des reliques

Après la destruction du couvent, la dernière abbesse fit don des reliques de sainte Scholastique à l'église paroissiale, où elles sont toujours vénérées, lors d'un triple pèlerinage annuel.
- Vers un autre destin

Longtemps figé autour des murailles de son monastère, qui en était le noyau et le cœur, le village, aujourd'hui, perdant de plus en plus son caractère rural, se banalise, s'agrandit, se lotit et s'installe à présent autour de son église, construite en 1777.

## Politique et administration
| Période                                  | Période  | Identité                                     | Étiquette | Qualité           |
| ---------------------------------------- | -------- | -------------------------------------------- | --------- | ----------------- |
| Les données manquantes sont à compléter. |          |                                              |           |                   |
| mars 1985                                | En cours | Francis Colin Réélu pour le mandat 2020-2026 | DVD       | Chef d'entreprise |

## Population et société

### Démographie
L'évolution du nombre d'habitants est connue à travers les recensements de la population effectués dans la commune depuis 1793. Pour les communes de moins de 10 000 habitants, une enquête de recensement portant sur toute la population est réalisée tous les cinq ans, les populations de référence des années intermédiaires étant quant à elles estimées par interpolation ou extrapolation. Pour la commune, le premier recensement exhaustif entrant dans le cadre du nouveau dispositif a été réalisé en 2007.

En 2022, la commune comptait 248 habitants, en évolution de −6,06 % par rapport à 2016 (Meuse : −4,4 %, France hors Mayotte : +2,11 %).
| 1793 | 1800 | 1806 | 1821 | 1831 | 1836 | 1841 | 1846 | 1851 |
| ---- | ---- | ---- | ---- | ---- | ---- | ---- | ---- | ---- |
| 510  | 541  | 582  | 635  | 680  | 722  | 750  | 705  | 675  |

| 1856 | 1861 | 1866 | 1872 | 1876 | 1881 | 1886 | 1891 | 1896 |
| ---- | ---- | ---- | ---- | ---- | ---- | ---- | ---- | ---- |
| 649  | 693  | 515  | 732  | 831  | 698  | 661  | 686  | 732  |

| 1901 | 1906 | 1911 | 1921 | 1926 | 1931 | 1936 | 1946 | 1954 |
| ---- | ---- | ---- | ---- | ---- | ---- | ---- | ---- | ---- |
| 676  | 518  | 516  | 419  | 352  | 318  | 284  | 227  | 299  |

| 1962 | 1968 | 1975 | 1982 | 1990 | 1999 | 2006 | 2007 | 2012 |
| ---- | ---- | ---- | ---- | ---- | ---- | ---- | ---- | ---- |
| 281  | 244  | 195  | 170  | 173  | 251  | 264  | 265  | 268  |

| 2017 | 2022 | - | - | - | - | - | - | - |
| ---- | ---- | - | - | - | - | - | - | - |
| 260  | 248  | - | - | - | - | - | - | - |

### Enseignement
Depuis 2009, la commune appartient au regroupement scolaire nommé « École des Six Villages de la Vallée des Dames », faisant référence à l'ancien nom de la commune, Juvigny-lès-Dames.

## Culture locale et patrimoine

### Lieux et monuments

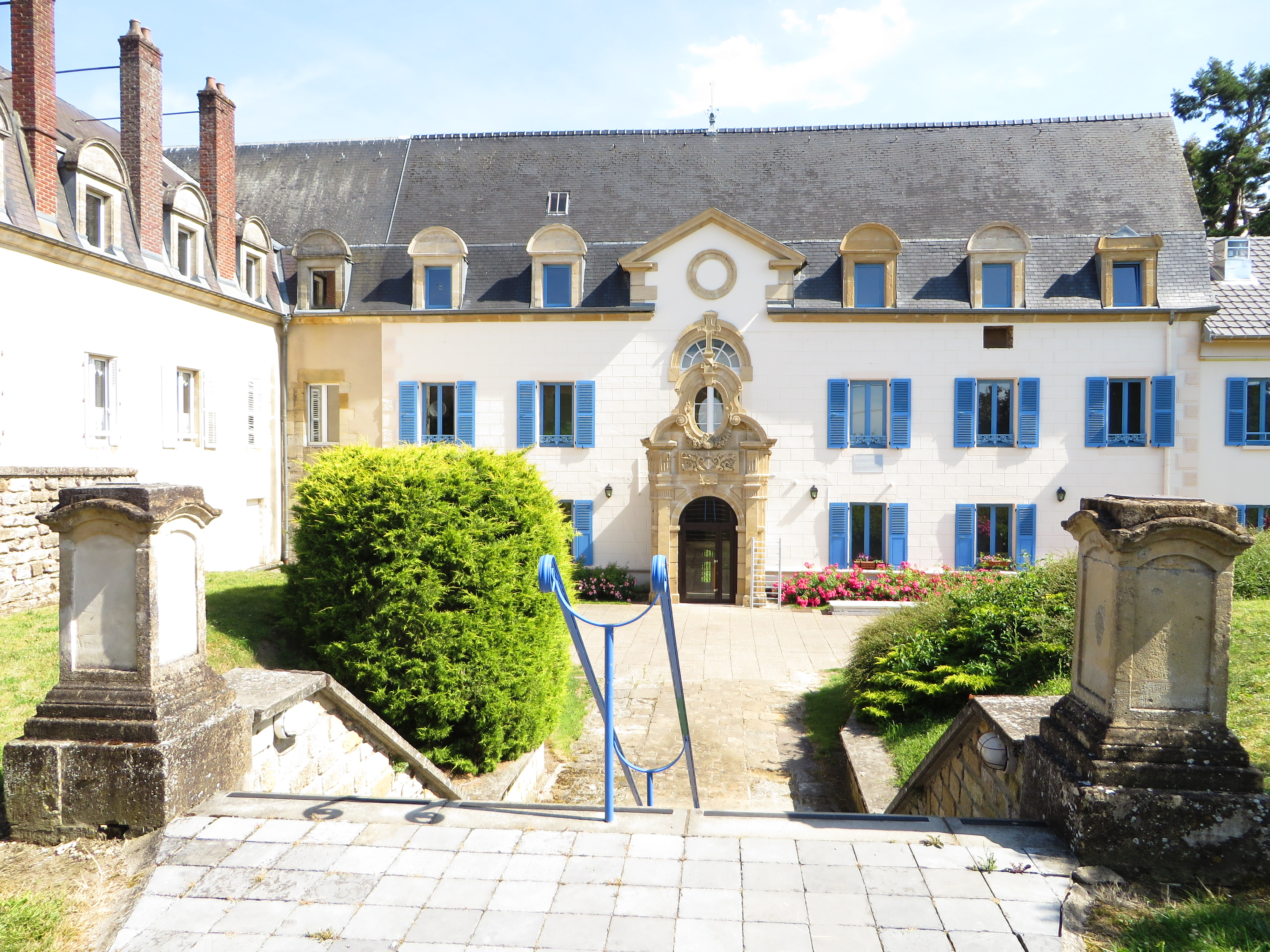
L'ancien pensionnat des Frères de la Doctrine Chrétienne.

L'église Saint Denis, construite en 1772, qui possède une tour-clocher rehaussée d'un toit à l'impériale afin de ne pas dépasser l'abbatiale aujourd'hui détruite. Elle est classée monument historique en 1913.
Plusieurs fontaines, des maisons et l'ancienne abbaye sont inventoriées dans la base Mérimée.
L'ancien pensionnat des Frères de la Doctrine Chrétienne du XIXe siècle, rebâti sur les ruines de l'abbaye par le comte Charles de Vassinhac-Imécourt, neveu de la dernière abbesse de Juvigny.
Le 1er avril 1773, le prince de Condé fit un don de 3 000 livres aux habitants de Juvigny, pour la construction d'une nouvelle église.

### Patrimoine naturel
Depuis l'an 2000, de nombreux arbres rares ont été plantés soit sur le terrain communal, soit dans des propriétés privées, principalement des catalpa en assez grand nombre le long des rues, des séquoias (5), des métaséquoia (4), des tulipiers (4), des cèdres (2) de l'Atlas et de l'Himalaya, des calocèdres (3), des ginkgos bilboa (5), des liquidambars (2), 1 Paulownia imperialis, et 1 Arbre à mouchoirs, etc.
Mais c'est surtout un séquoia géant, planté dans l'ancienne école des Frères (appelé Pensionnat), qui est de loin l'arbre le plus ancien, le plus visible et le plus remarquable.

### Personnalités liées à la commune
- Mgr Henry Maquet : né le 30 novembre 1843 dans la vieille maison à l'ombre de l'église, professeur au petit séminaire de Verdun, aumônier du pensionnat de Juvigny, curé de Han-lès-Juvigny, jésuite en 1871, missionnaire en Chine, évêque titulaire Amathonte (de) et sacré à Shanghaï en 1901, décédé dans sa mission du Tché-Ly en 1919.

### Héraldique, logotype et devise
| Blason de Juvigny-sur-Loison | Blason  | Coupé ondé : au 1, d'or à l'aigle couronnée éployée de gueules allumée d'argent surmontant une fasce ondée du même. Au 2, d'azur à la benoite commune d'or, aux cinq pointes d'argent, accostée de deux plumes d'oie celle à dextre posée en bande, celle à senestre posée en barre. |
| Blason de Juvigny-sur-Loison | Détails | Armoiries composées par Robert LOUIS et Dominique LACORDE, adoptées par la commune le lundi 19 juin 2017 monsieur Francis COLIN étant maire. |